# Pedro Lamy
José Pedro Mourão Nunes Lamy Viçoso, född 20 mars 1972 i Aldeia Galega, är en professionell portugisisk racerförare och fabriksförare för Aston Martin Racing i FIA World Endurance Championship.

## Racingkarriär
Lamy började köra motorcykel vid sex års ålder och karting när han var tretton år. 1989 debuterade han i ensitsiga bilar och vann det portugisiska Formel Ford 1600-mästerskapet. Året efter vann han GM Lotus Nations Cup. 1991 efterträdde han Rubens Barrichello i Draco Racing och vann då bland annat GM Lotus Euroseries och GM Lotus Nations Cup. 
Lamy vann det Tyska F3-mästerskapet 1992 och säsongen 1993 blev han tvåa i det europeiska formel 3000-mästerskapet i Crypton. Han noterade en vinst, två andraplatser, en tredjeplats och två fjärdeplatser på nio lopp. 
Lamy gjorde formel 1-debut för Lotus i Italiens Grand Prix 1993 där han ersatte stallets försteförare, Alessandro Zanardi, som var skadad. Han fortsatte i Lotus säsongen 1994, men hann bara köra fyra tävlingar. Han hade fått allvarliga benskador när hans bil flög av banan och genom ett grushinder under en testkörning på Silverstone efter att bakvingen krånglat. 
Lamy gjorde comeback i Minardi 1995 och lyckades då komma sexa i  Australien. Efter ytterligare en säsong i Minardi hoppade han av formel 1 och fortsatte därefter med framgång att tävla i sportvagnsracing i bland annat Aston Martin och Dodge Viper.

## F1-karriär
| Säsong | Stall/Tillverkare | Poäng | Placering |
| ------ | ----------------- | ----- | --------- |
| 1993   | Lotus-Ford        | 0     | –         |
| 1994   | Lotus-Mugen-Honda | 0     | –         |
| 1995   | Minardi-Ford      | 1     | 17        |
| 1996   | Minardi-Ford      | 0     | –         |